# Exocnophila exintegra
Exocnophila exintegra är en insektsart som beskrevs av Oliver Zompro 200. Exocnophila exintegra ingår i släktet Exocnophila och familjen Diapheromeridae. Inga underarter finns listade i Catalogue of Life.